# Fox Chapel
Fox Chapel és una població dels Estats Units a l'estat de Pennsilvània. Segons el cens del 2000 tenia 5.436 habitants.

## Demografia
Segons el cens del 2000, Fox Chapel tenia 5.436 habitants, 1.875 habitatges, i 1.599 famílies. La densitat de població era de 268,1 habitants per quilòmetre quadrat.
Dels 1.875 habitatges en un 41,7% hi vivien nens de menys de 18 anys, en un 79,9% hi vivien parelles casades, en un 3,7% dones solteres, i en un 14,7% no eren unitats familiars. En el 13,3% dels habitatges hi vivien persones soles el 7,1% de les quals corresponia a persones de 65 anys o més que vivien soles. El nombre mitjà de persones vivint en cada habitatge era de 2,89 i el nombre mitjà de persones que vivien en cada família era de 3,18.
Per edats la població es repartia de la següent manera: un 30,1% tenia menys de 18 anys, un 3,3% entre 18 i 24, un 18,1% entre 25 i 44, un 33,7% de 45 a 60 i un 14,9% 65 anys o més.
L'edat mediana era de 44 anys. Per cada 100 dones de 18 o més anys hi havia 96,2 homes.
La renda mediana per habitatge era de 147.298 $ i la renda mediana per família de 191.378 $. Els homes tenien una renda mediana de 100.000 $ mentre que les dones 60.179 $. La renda per capita de la població era de 80.610 $. Entorn del 3,8% de les famílies i el 4,8% de la població estaven per davall del llindar de pobresa.

## Poblacions més properes
El següent diagrama mostra les poblacions més properes.